# Burton-on-Trent (stacja kolejowa)
Burton-on-Trent (ang: Burton-on-Trent railway station) – stacja kolejowa w Burton upon Trent, w hrabstwie Staffordshire, w Anglii, w Wielkiej Brytanii. Stacja była znana jako Burton do 1903, kiedy zmieniona nazwę na Burton-on-Trent, która była znana od wielu lat, pomimo że nazwa miasta brzmi od 1878 "Burton upon Trent".

## Historia
Oryginalna stacja została otwarta w 1839 roku przez Birmingham and Derby Junction Railway na skrzyżowaniu tras z Derby do Hampton-in-Arden i London and Birmingham Railway do Londynu. Została całkowicie przebudowana około 150 metrów dalej na południe, w 1883 roku, kiedy linie zostały rozbudowane. Składała się ona z peronu wyspowego z zatoką na każdym końcu, ze znacznym murowanym budynkiem wzdłuż jego długości. Stacja została odbudowana po raz kolejny w 1971 roku.

## Usługi
Dostęp do stacji znajduje się z mostu na Borough Road, która przecina linię kolejową. Na poziomie drogi, znajduje się niewielki parking, postój taksówek, sklep i wejście na stację, która zawiera kasy biletowe. W celu dostępu do dwóch torów (Tor pierwszy obsługuje Derby, Nottingham, Londyn i Północ, Tor drugi obsługuje Tamworth, Birmingham i Południe), trzeba zejść szerokimi schodami, jednymi z niewielu pozostałych części starej stacji.
Budynek stacji znajduje się na peronie wyspowym. Wyposażony jest w poczekalnię, toaletę i biura. Rozkład jazdy jest dostępny na tablicach oraz na ekranie telewizora. Informacja o opóźnieniach jest dostępna poprzez system zapowiedzi głosowych.
Stacja znajduje się w projekcie PlusBus, w ramach którego można zakupić jeden bilet na pociąg i autobus.

## Ruch
Stacja znajduje się na trasie Cross Country, między głównymi miastami Derby i Birmingham.
Operatorem stacji jest East Midlands Trains, choć pociągi tej spółki jej nie obsługują. Wszystkie połączenia świadczone są przez Cross Country, pociągami z Cardiff Central, Birmingham i Nottingham, a także połączenia na dłuższych dystansach do takich miejsc jak Bristol Temple Meads, Leeds i Newcastle.
East Midlands Trains uruchamiał dwa bezpośrednie pociągi w tygodniu do Londynu przez Derby i Leicester wzdłuż Midland Main Line. Połączenia te skasowana w grudniu 2008 r, wraz z wprowadzeniem nowego rozkładu jazdy.
W okresie 2008/09 z usług stacji skorzystało 0,718 mln pasażerów.